# یاروسلاف بابا
یاروسلاف بابا (چکی: Jaroslav Bába؛ زادهٔ ۲ سپتامبر ۱۹۸۴) ورزشکار پرش ارتفاع اهل جمهوری چک است.